# Il pianeta degli uomini spenti
Il pianeta degli uomini spenti è un film di fantascienza del 1961 diretto da Antonio Margheriti con lo pseudonimo di Anthony Dawson. Fu redistribuito nel 1978 col titolo Guerre planetarie.
Fu il secondo film diretto da Margheriti, regista di un gran numero di film di genere e tra i pochissimi in Italia a cimentarsi nel filone della space opera.

## Trama
Gli scienziati di un osservatorio scoprono che un pianeta sconosciuto si dirige in rotta di collisione verso la Terra. Il pianeta, che appare disabitato e deserto, è controllato da un enorme supercomputer programmato per conquistare la Terra, malgrado i suoi creatori siano estinti. Sul pianeta vi sono migliaia di dischi volanti teleguidati dal computer. Le armi terrestri non possono nulla contro il pianeta invasore e solo un eccentrico scienziato, il professor Benson - responsabile dell'osservatorio e insigne matematico - riuscirà a sventare la minaccia, trovando il modo di bloccare tutte le macchine aliene, annullando la loro programmazione.

## Produzione
Secondo film diretto da Antonio Margheriti (qui con lo pseudonimo di Anthony Dawson utilizzato in quasi tutti i suoi film successivi), fu una produzione a basso costo ma con finanziamenti superiori del precedente film di Margheriti Space Men (1960), consentendo di scritturare un attore di fama internazionale quale Claude Rains.
Come il precedente, fu scritto da Ennio De Concini con lo pseudonimo di Vassilji Petrov.
Secondo Edoardo Margheriti, figlio del regista, la pellicola è ispirata al fumetto Flash Gordon di Alex Raymond nei personaggi e nelle situazioni della prima parte.
A causa dei limiti di budget le creature extraterrestri (le prime del cinema italiano) furono rappresentate da grovigli di tubi di plastica lattiginosa illuminati con luci rosse o verdi.

## Distribuzione
Il film fu distribuito negli Stati Uniti nel marzo 1963 col titolo Battle of the Worlds (conosciuto anche come Battle of the Worlds - The Arrival of the Outsider e Planet of the Lifeless Men) e in Francia come Le planète des hommes perdus - L'etranger du Cosmos.
Fu redistribuito nel 1978 col titolo Guerre planetarie sulla scia del successo ottenuto dal film Guerre stellari di George Lucas.

## Accoglienza e critica
(Fantafilm)